# Croix de chemin du Moustoir-des-Fleurs
La Croix de chemin du Moustoir-des-Fleurs est située près du lieu-dit "le Moustoir-des-Fleurs", sur la commune de Grand-Champ dans le Morbihan. 
La croix est cachée dans la végétation sur le côté droit de la route en direction de Grand-Champ, cent mètres avant la chapelle qui se situe plus loin, à gauche de la route.

## Historique
La croix était érigée sur l'ancien chemin Hent Conan (Grand Chemin). 
Elle a été déplacée en 1914, lors de l'aménagement de la route. 

La croix de chemin du Moustoir-des-Fleurs fait l’objet d’une inscription au titre des monuments historiques depuis le 23 mai 1927.

## Architecture
Le fût de la croix monolithe est polygonal. 
Un auvent protège le christ en croix.